# Abastoemani
Abastoemani (Georgisch: აბასთუმანი) is een 'nederzetting met stedelijk karakter' (daba) en klimatologisch kuuroord in het zuidwesten van Georgië met ongeveer 600 inwoners (2024), gelegen in de gemeente Adigeni (regio Samtsche-Dzjavacheti). Het kuuroord is gesitueerd op ongeveer 1.300 meter boven zeeniveau aan de rivier Otsche (ook wel Abastoemanistskali genoemd) en ligt op 18 kilometer ten noordwesten van regiohoofdstad Achaltsiche.

## Geschiedenis
Abastoemani was historisch een belangrijke en strategische locatie. Sinds minimaal de 3e eeuw v.Chr. lag de gefortificeerde stad Odzrche (ook wel Tamarakasteel genoemd) aan de zuidkant van het huidige Abastoemani op een heuvel boven de samenvloeiing van de rivieren Otsche en Koertschana. Het was op verschillende momenten in de geschiedenis de zetel van heersers over Adzjarië en Samtsche en werd meermaals vernield en opgebouwd. In de 16e eeuw raakte het verlaten nadat het gebied onder controle kwam van de Ottomanen. Delen van het complex met 15 meter hoge muren zijn bewaard gebleven, en in de directe omgeving staan nog restanten van een klooster en kerk.
Door de Russisch-Turkse Oorlog (1828-1829) en het Verdrag van Adrianopel kwam de omgeving van Abastoemani onder Russisch gezag te staan. De warmwaterbronnen in het gebied waren toen al wel gekend. In 1842 ontstond op deze plek een kolonie van de Kaukasus Duitsers, genaamd Friedenthal (Russisch: Фрейденталь). In de jaren 1850 werd gebied vervolgens gekoloniseerd door de Russen onder het beschermheerschap van Michail Vorontsov, de onderkoning van de Kaukasus. De nieuwe nederzetting kreeg de naam Abbas-Toeman naar een nabijgelegen dorp en werd populair vanwege het klimaat en het thermale water.

### Kuuroord
De ontwikkeling als kuuroord wordt voornamelijk geassocieerd met groothertog Georgi Alexandrovitsj (1871-1899), een lid van de Russische keizerlijke familie, die daar vanwege zijn slechte gezondheid met pensioen was gegaan. Abastoemani verwierf in 1926 onder Sovjet gezag de status van een nederzetting met stedelijk karakter (Georgisch: დაბა, daba). In 1932 opende er het Astrofysisch Observatorium, nadat er al sinds 1892 een sterrenwacht stond. Het observatorium is na jarenlange verwaarlozing in 2019 gerenoveerd, inclusief de kabelbaan er naartoe.
De toeristische en wetenschappelijke infrastructuur raakte sinds de onafhankelijkheid van Georgië in 1991 in verval. Na de Rozenrevolutie van 2003 werd het toeristisch potentieel weer erkend, en werd er vanaf medio 2010 gewerkt aan opwaardering en opknappen van zowel de faciliteiten als het cultureel erfgoed. Ook werd de belangrijke nationale route Sh14 naar het kuuroord gerenoveerd.

## Meschetische Turken
In november 1944 werden de Meschetische Turken, een Turkssprekende etnische groep van overwegend moslimgeloof die in dit gebied woonde, naar Centraal-Aziatische Sovjetrepublieken gedeporteerd als onderdeel van een stalinistische hervestigingsoperatie. De Mescheten vormden op dat moment driekwart van de bevolking van het rajon Adigeni (1939: 32.923 van de 41.314 inwoners). In 1917 bestond vrijwel het gehele dorp Abastoemani uit Mescheten. Pogingen om Mescheten in het onafhankelijke Georgië terug te laten keren verliepen stroef, en kende lokale weerstand.

## Demografie
Per 1 januari 2024 had Abastoemani 609 inwoners. Abastoemani is mono-etnisch Georgisch.
| Aantal                                            | 475 | 879 | 1.244 | 3.001 | 3.521 | 3.253 | 2.935 | 2.564 | 1.368 | 937 | 740 | 609 |
| Verantwoording data: Bevolkingsstatistiek Georgië |     |     |       |       |       |       |       |       |       |     |     |     |

## Bezienswaardigheden

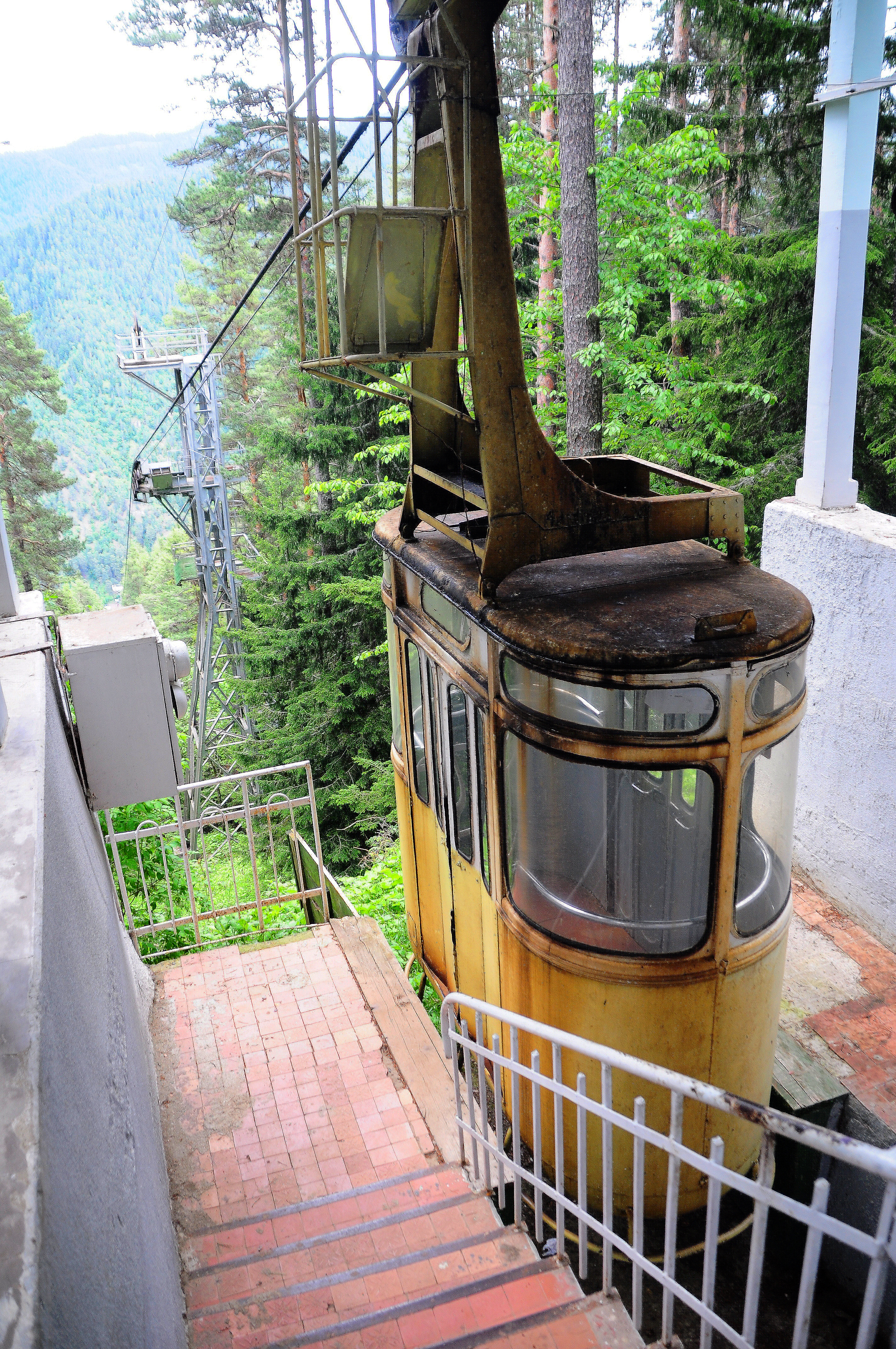
Kabelbaan naar het observatorium

Abastoemani is niet alleen een kuuroord met functionerende hotels en sanatoria, maar herbergt ook verschillende culturele bezienswaardigheden uit de middeleeuwse en moderne geschiedenis van de plaats, zoals:
- De 14e-eeuwse kerk van St. George. In 2008 gerenoveerd waarbij tot dan to onbekende middeleeuwswe fresco's ontdekt zijn.
- De "Nieuwe Zarzma" (Achali Zarzma) kerk van St. Alexander Nevsky, een 19e-eeuwse replica van de 14e-eeuwse Georgische kathedraal van Zarzma. Het werd in 1899-1902 gebouwd in opdracht van groothertog Georgi Alexandrovitsj door de in Tbilisi gevestigde architect Otto Jacob Simons, waarbij hij een middeleeuws Georgisch ontwerp combineerde met moderne architecturale vormen. Het interieur is beschilderd met fresco's van de Russische schilder Mikhail Nesterov.[20]
- Een badhuis gebouwd tussen 1879 en 1881 op de warmwaterbronnen van Abastoemani door de in Sint-Petersburg geboren arts van Duitse afkomst Adolf Remmert (1835-1902).[20]
- Winter- en zomerherenhuizen van groothertog Georgi Aleksandrovitsj ontworpen door Otto Jacob Simons en gebouwd van respectievelijk steen en hout. Tegenover elkaar gelegen aan de oevers van de Otsche, waren ze verbonden met een kleine brug. Het zomerhuis werd in het Sovjettijdperk bezocht door partijfunctionarissen. In de jaren negentig van de 20e eeuw werd het overgedragen aan de Georgisch-orthodoxe kerk en omgebouwd tot een nonnenklooster.
- Het Tamar-kasteel uit de 10e eeuw, enkele kilometers ten zuiden van Abastoemani. Het is de plek van de historische nederzetting Odzrche
- Abastoemani is een startpunt voor wandeltochten door het nabijgelegen Nationaal park Bordzjomi-Charagaoeli

## Vervoer
Abastoemani is met de rest van het land verbonden door de nationale route Sh14, een belangrijke interregionale weg die Koetaisi via Baghdati en kuuroord Sairme over de 2182 meter hoge Zekaripas verbindt met Achaltsiche. In de late Sovjetjaren was deze weg als A307 een van de tien belangrijkste wegen in de Georgische SSR.

## Foto's

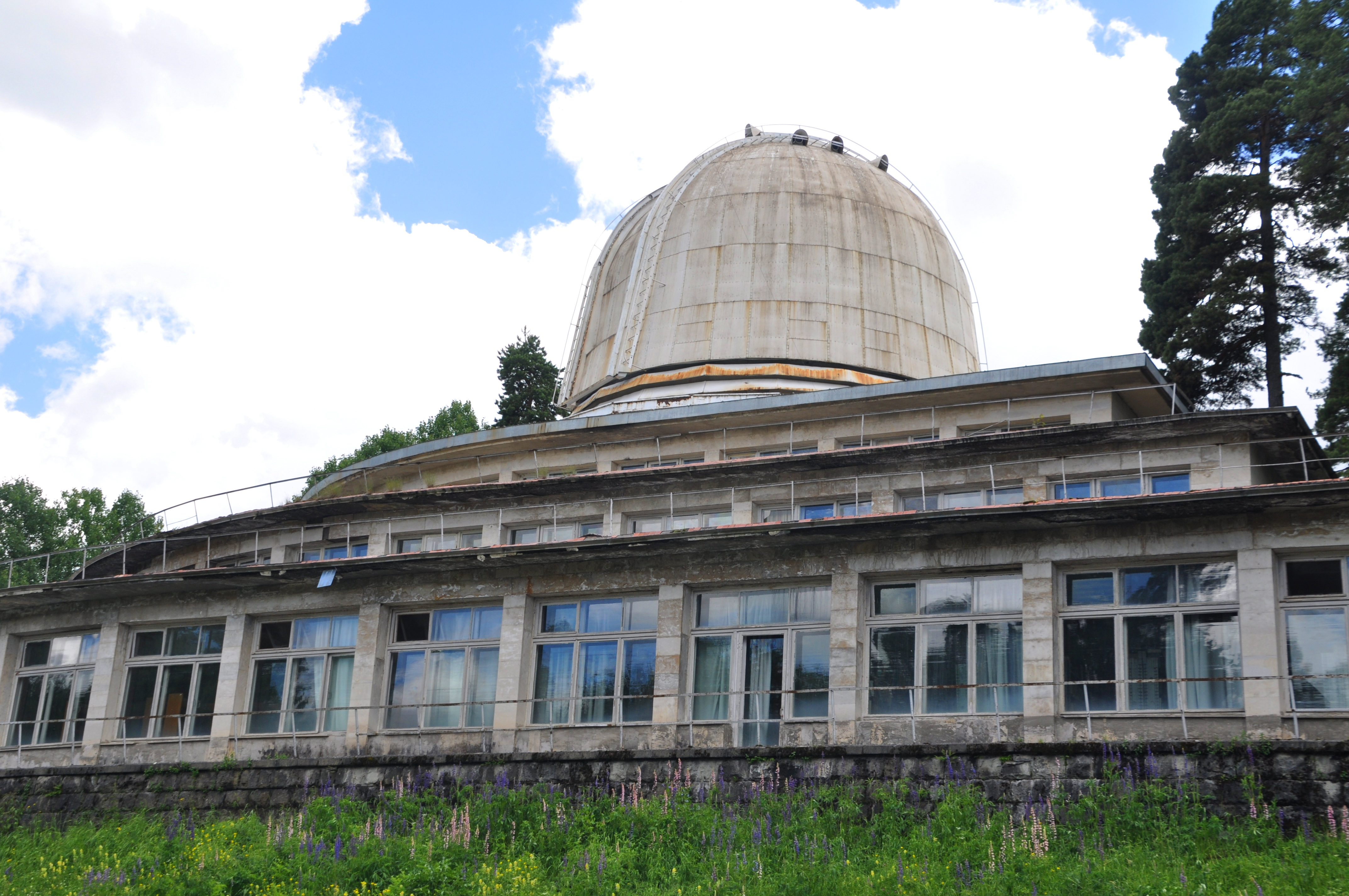
Observatorium
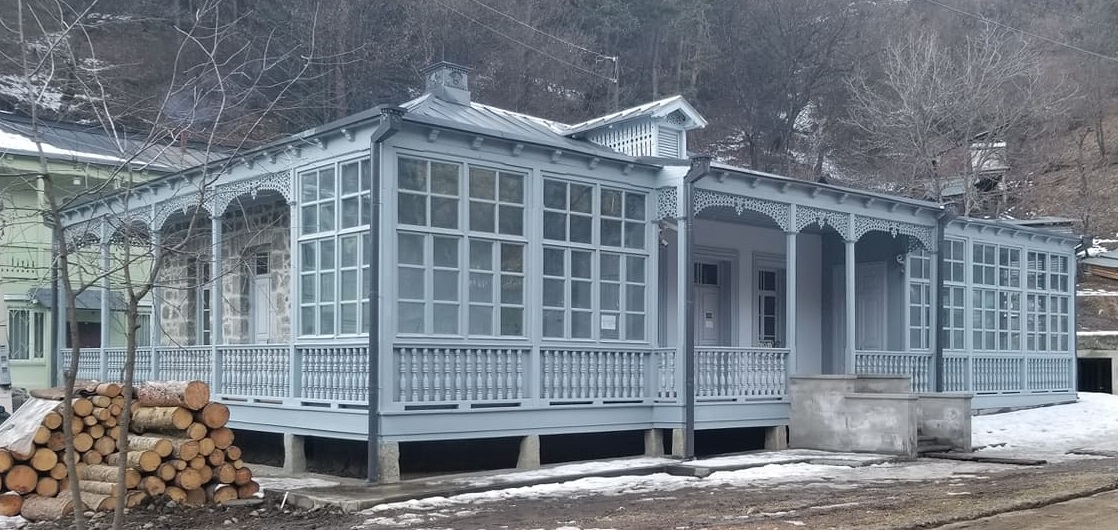
Oude apotheek
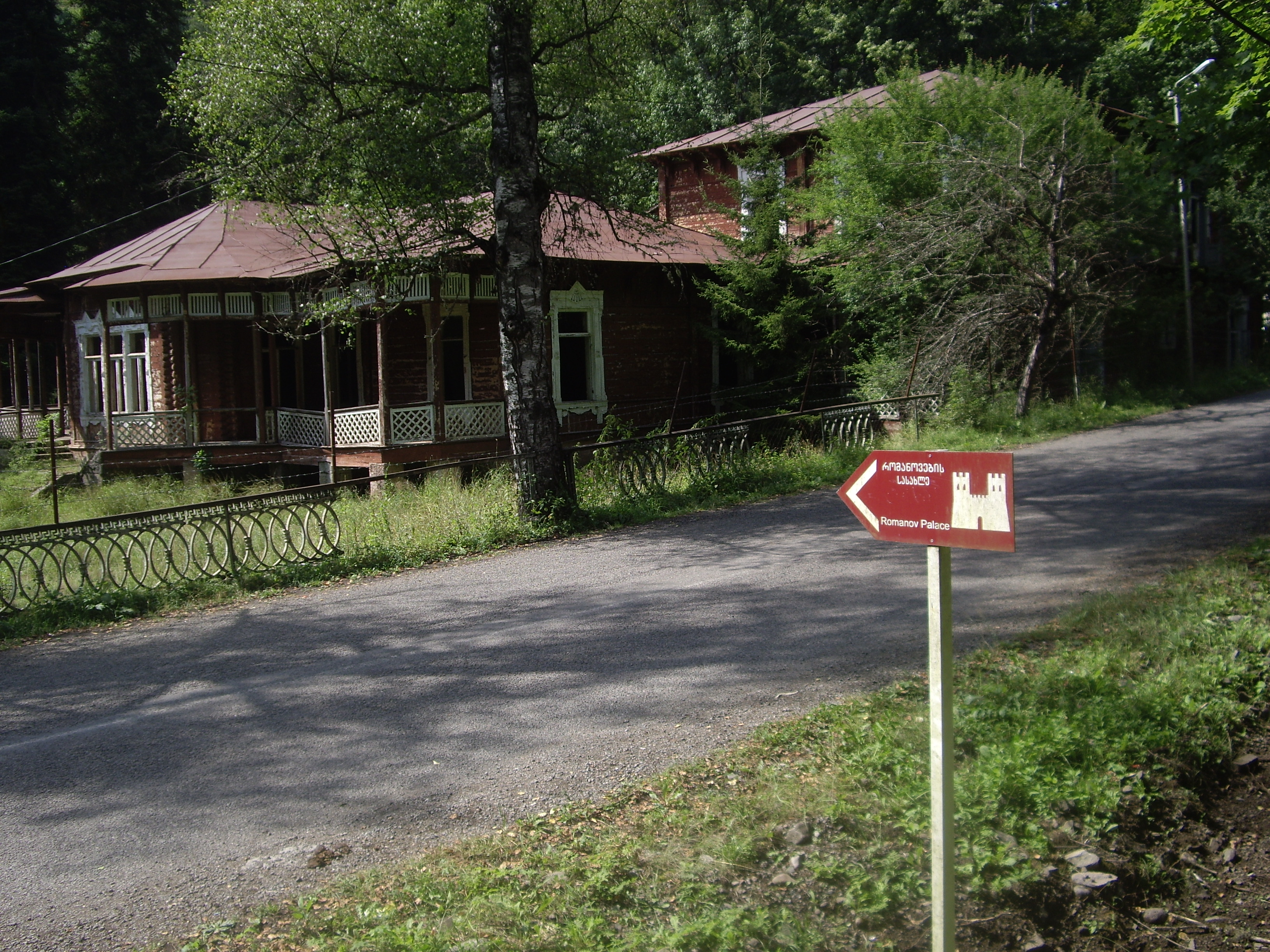
Romanov's residentie
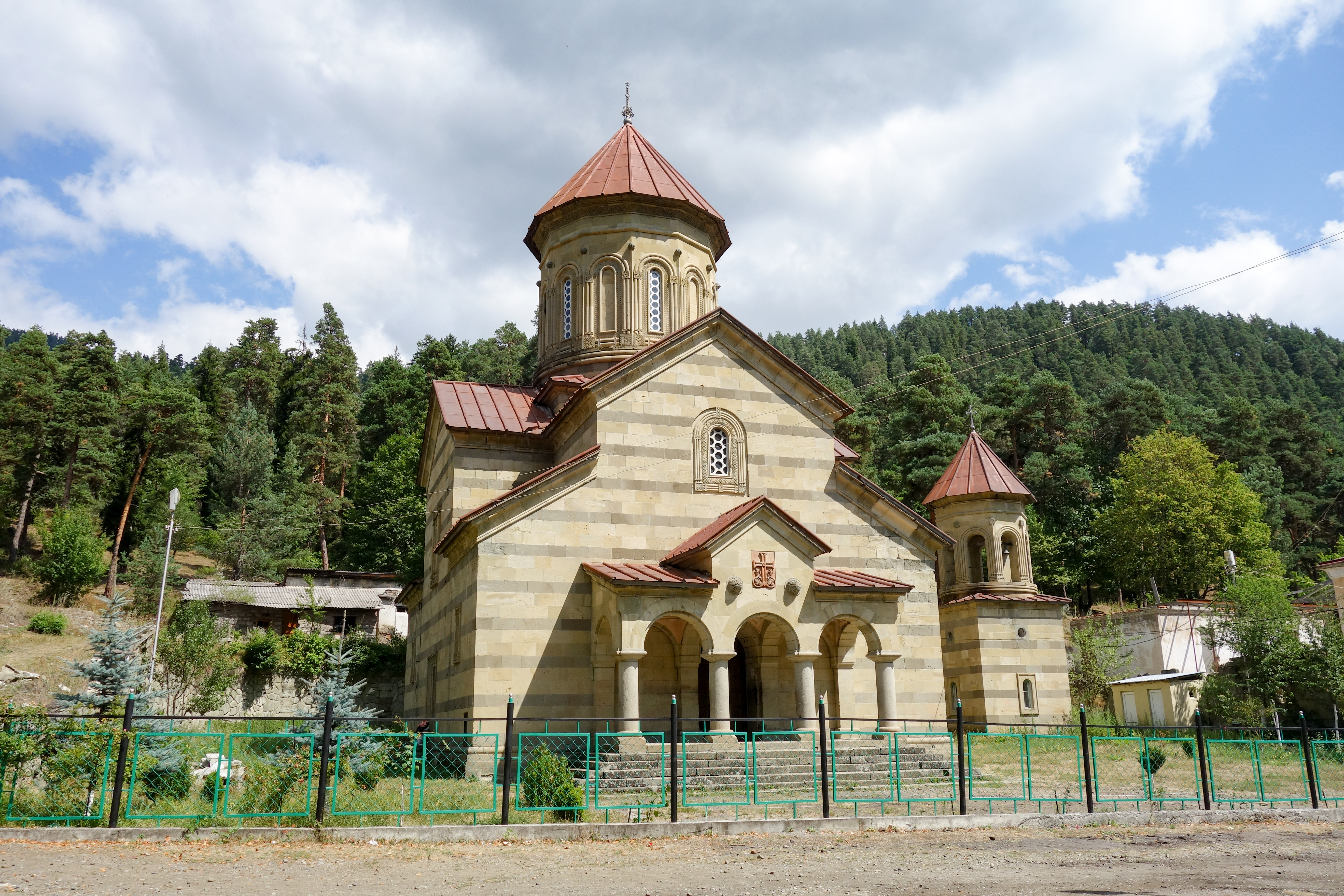
Achali Zarzma kerk